# Inverno ticinese
Inverno ticinese è il primo EP del duo musicale italiano Coma Cose, pubblicato il 13 ottobre 2017.

## Descrizione
Il disco è stato ristampato prima il 23 novembre 2018 in formato 12", in collaborazione con Believe, contenente anche la versione acustica di Anima lattina e poi a giugno 2021 in formato CD.

## Tracce
Testi di Fausto Zanardelli e Francesca Mesiano, musiche di Fausto Zanardelli, Fabio Dalè e Carlo Frigerio.
1. Anima lattina – 3:15
2. French Fries – 2:17
3. Pakistan – 2:35